# Charing Cross
Charing Cross é a junção de três ruas: Strand, Whitehall e Cockspur Street, em Westminster, dentro da Londres Central, Inglaterra, Reino Unido. Frequentemente,considerado o verdadeiro centro de Londres, e usado como marco referencial, a partir da qual todas as distâncias da cidade são medidas. Recebeu o seu nome de uma cruz situada no local e já demolida há muito tempo- a cruz de Eleanor. Uma estátua do rei Charles I montado num cavalo foi erguida no local. Localizada na época no antigo vilarejo de Charing. Desde a segunda metade do século VIII Charing Cross é considerada um dos pontos centrais de Londres, juntamente com a Pedra de Londres, Hicks Hall e as portas da igreja de St Mary-le-Bow.

## História

### Local e etimologia
"Erga uma cruz rica e imponente,
Na qual sua estátua brilhará com glória;
E a partir de então veja ela ser chamada de Charing Cross." George Peele, The Famous Chronicle of King Edward the First (1593)
O nome tem sua origem na cruz de Eleanor, erguida em 1291-4 pelo rei Eduardo I como um memorial à sua esposa, Eleanor de Castela, e colocada entre o antigo vilarejo de Charing e a entrada do Royal Mews, no Palácio de Whitehall. A cruz foi obra do escultor medieval Alexandre de Abingdon. Construída originalmente em madeira, foi substituída por um monumento de pedra e mármore.O nome do vilarejo de Charing vem do termo anglo-saxão "cierring", e se referia à curva no rio Tâmisa situada nas proximidades do local.
Desde 1675 o local da cruz vem sendo ocupado por uma estátua do rei Carlos I montado sobre um cavalo. A posição original da cruz é estabelecida por convenções modernas como o centro de Londres para o propósito de indicar as distâncias rodoviárias, no lugar de outros pontos de referência, como a Catedral de São Paulo, e permanece como a raiz do esquema de numeração de estradas da Grã-Bretanha. Todas as ruas residenciais da Grande Londres têm suas casas numeradas de modo que o número 1 esteja no lado mais próximo de Charing Cross. O local é assinalado nos mapas contemporâneos como uma junção de ruas, embora anteriormente também tenha sido um endereço postal que indicava a continuação de uma rua situada entre Great Scotland Yard e Trafalgar Square; desde 1 de janeiro de 1931 este trecho de rua foi designado como parte da Whitehall.
Charing Cross deu o nome a uma estação ferroviária, um hotel, um hospital, uma delegacia de polícia e dois locais de entretenimento, o Charing Cross Theatre e o Charing Cross Music Hall (situado sob os arcos da estação). A Charing Cross Road, principal via rodoviária a partir do norte (lado leste da Trafalgar Square) recebeu seu nome da estação ferroviária, que era um dos principais destinos do tráfego local, e não da cruz original.

### St Mary Rounceval

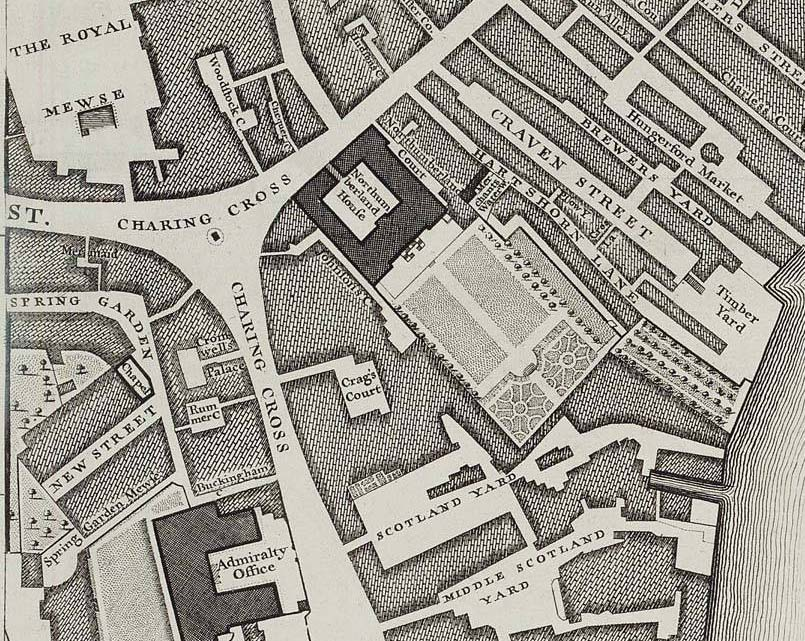
Trecho do mapa de Londres de John Rocque, de 1746, mostrando a Northumberland House. As duas alas do jardim que se projetam ainda não haviam sido acrescentadas.

Entre 1232 e 1236, a Capela e o Hospital de St Mary Rounceval foram fundados em Charing. Ocupavam terrenos na esquina da atual Whitehall e do centro da Northumberland Avenue, estendendo-se até um pier cais) no rio. Era uma casa agostiniana, associada a uma casa-mãe em Roncesvalles, nos Pirenéus. A casa e as terras passaram para a posse do rei em 1379, sob o estatuto "para a apropriação das terras de alienígenas (estrangeiros) cismáticos". Algumas ações legais prolongadas lograram restaurar alguns direitos ao Prioriado, porém em 1414 Henrique V finalmente finalmente extinguiu estas casas de 'alienígenas'. O priorado então entrou num longo declínio devido à falta de fundos, e seguiram-se novas discussões a respeito da coleta de dízimos com a paróquia de St Martin-in-the-Fields. Em 1541 alguns artefa(c)tos religiosos foram transferidos para St Margaret's, e a capela foi adaptada para funcionar como uma residência privada, com o seu asilo passando a fazer parte do Palácio Real.

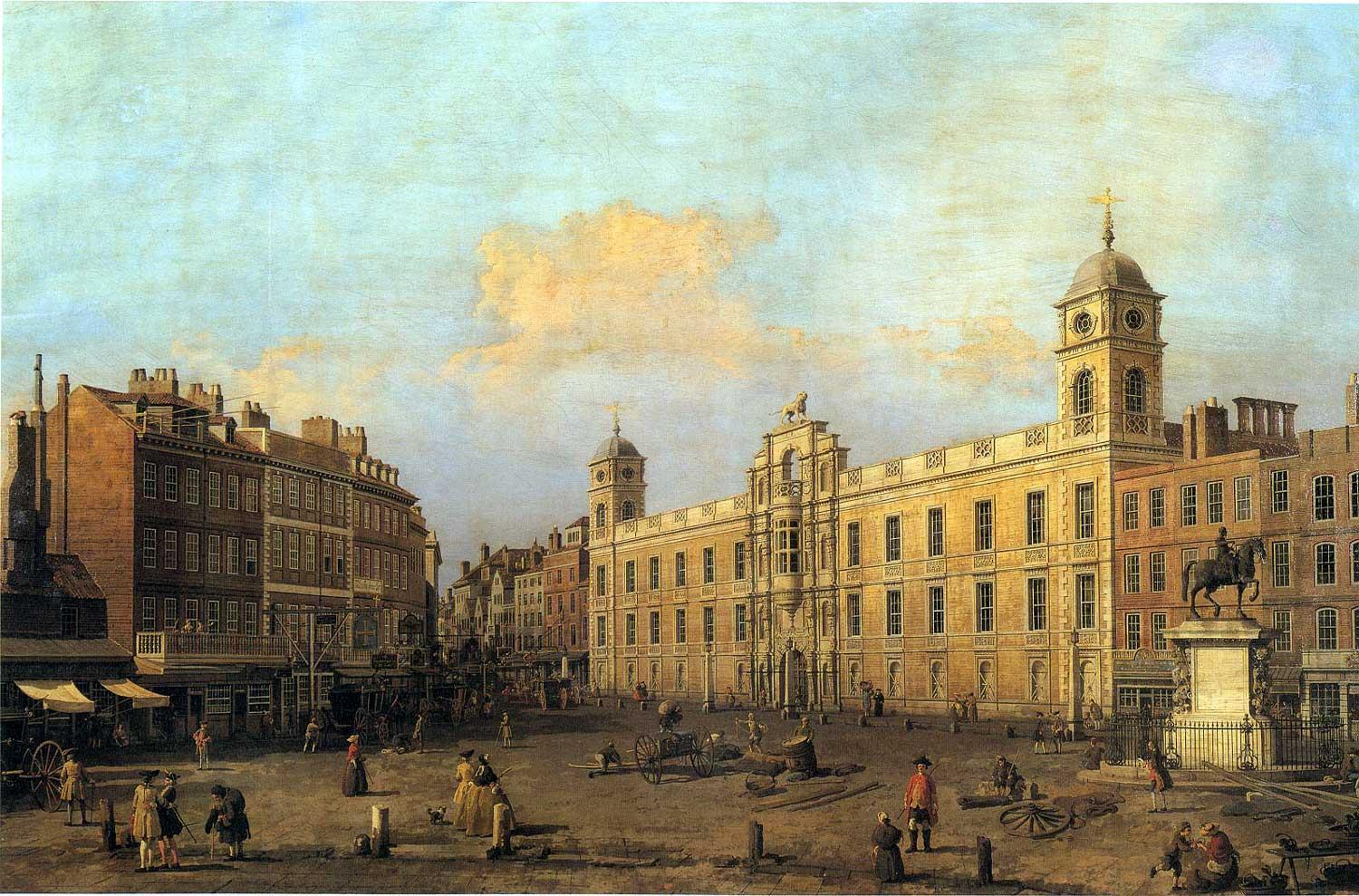
Fachada da Northumberland House para Strand/Charing Cross, em 1752, por Canaletto. A estátua de Carlos I pode ser vista à direita da pintura. À esquerda pode ser vista a célebre Golden Cross Inn, com a placa em seu exterior.

Em 1608–09, o Conde de Northampton construiu a Northumberland House, na parte leste da propriedade. A casa foi danificada durante os distúrbios da eleição de John Wilkes, em 1768, porém a propriedade foi salva com a abertura da Ship Ale House nas proximidades, que atraiu os responsáveis pelos tumultos. Em junho de 1874 toda a propriedade do nobre em Charing Cross foi adquirida pela Metropolitan Board of Works para o desenvolvimento da Northumberland Avenue.
A fachada da propriedade de Rounceval provocou o estreitamento no fim da Whitehall, próximo a Charing Cross, e formou a se(c)ção da primeira conhecido antigamente como Charing Cross, até que a ampliação das ruas na década de 1930 provocasse a reconstrução do lado sul da rua, criando a via ampla dos dias de hoje.

### Batalha
Em 1554 Charing Cross foi o local da batalha final da Rebelião de Wyatt, uma tentativa de golpe contra a rainha Maria I da Inglaterra logo após sua ascensão ao trono, visando substituí-la por Lady Jane Grey. O exército de Wyatt vinha de Kent, e ao se deparar com a Ponte de Londres fechada para eles, resolveu se deslocar através da próxima ponte a cruzar o Tâmisa, em Hampton Court. Este caminho lhes levou, via St. Martin's Lane, até Whitehall.
O palácio foi defendido por 1000 homens sob o comando de Sir John Gage, em Charing Cross; suas forças, no entanto, recuaram para dentro de Whitehall após dispararem sua munição, o que causou alguma consternação nos que ali estavam refugiados, que chegaram a pensar que as tropas haviam mudado de lado. Os rebeldes – eles próprios temendo a artilharia, que se encontrava no terreno mais alto ao redor de St James's – não forçaram o ataque, e preferiram marchar até Ludgate, onde foram confrontados pela Guarnição da Torre, e acabaram por se render.